# Mónica Ojeda
Mónica Ojeda Franco (Guayaquil, 1988) é uma escritora equatoriana. Em 2017 foi incluída na lista Bogotá39-2017 como uma dos 39 melhores escritores latino-americanos de ficção menores de 40 anos.

## Biografia
Nasceu em 1988 em Guayaquil, província de Guayas. Realizou seus estudos superiores na Universidade Católica de Santiago de Guayaquil, onde obteve o título de licenciada em comunicação social com menção em literatura. Posteriormente realizou um mestrado em criação literária na Universitat Pompeu Fabra de Barcelona.
Sua primeira novela, La desfiguración Silva, ganhou o Prémio ALBA Narrativa em sua edição de 2014. O júri esteve presidido pelo escritor Abdón Ubidia e registou em sua decisão “o seguro nível de sua escritura e estilo, sua complexa e acabada narrativa; a utilização de linguagens que provem/provêm de diversas vertentes da arte contemporânea, e o aproveitamento de aforismos e recursos formais que se incorporam ao texto”. A obra foi editada pelo Fundo Cultural do Alba e apresentada na edição de 2015 da Feira Internacional do Livro de Cuba.
Em 2015 obteve o Prémio Nacional Desembarco de Poesia Emergente pelo seu poema O ciclo das pedras, no qual explora a fragilidade da infância.
Nefando, sua segunda novela, obteve em 2015 uma menção de honra do Prémio de Novela Curta Miguel Donoso Casal. Em palavras Ojeda, Nefando explora "as experiências do corpo, experiências conflituosas em torno da sexualidade como um espaço não só de prazer, mas também de violência". O livro foi publicado em 2016 pela editorial espanhola Candaya, e foi incluído como uma das dez obras representativas do chamado "novo boom de literatura latino-americana" pelo diário El País. O escritor e crítico Alberto Olmos comentou a obra, qualificando-a como "uma novela brilhante" e que "demonstra tanto talento que teria que lhe perdoar qualquer tacticismo".
Em janeiro de 2018 publicou a novela Mandíbula, em que retrata, de acordo com a autora, "o medo em suas diferentes formas".

## Obras

### Novelas
- La desfiguración Silva (2015)
- Nefando (2016)
- Mandíbula (2018)

### Poesia
- O ciclo das pedras (2015)
- História do leite (2019)

### Contos
- Caninos (2017)[15]